# Túlia Saldanha
Túlia Saldanha (Peredo, Macedo de Cavaleiros, 26 de agosto de 1930 – Trás-os-Montes, 30 de abril de 1988), foi uma artista plástica portuguesa, cuja actividade passou pela pintura, escultura, instalação e performance artística. Foi também responsável por diversas acções pedagógicas e de dinamização cultural enquanto membro do Círculo de Artes Plásticas de Coimbra (CAPC), no qual foi presença permanente entre 1968 e 1988.

## Biografia
Nascida em Peredo, Macedo de Cavaleiros, a 26 de agosto de 1930, Túlia Saldanha passou os seus primeiros anos de vida a estudar num colégio interno em Bragança, saindo apenas aos quinze anos de idade para se casar, por imposição dos seus pais, tal como ainda era costume em algumas pequenas localidades mais isoladas de Portugal. Sendo ainda menor, o seu marido, vinte anos mais velho, tornou-se no seu encarregado de educação e a ingressou no Colégio Interno das Irmãs Doroteias, no Porto, até esta atingir a maioridade e completar a sua educação formal. Após, o casal mudou-se para Vila Nova de Gaia e posteriormente para Macedo de Cavaleiros, onde o seu marido exerceu o cargo de advogado e notário. Anos mais tarde, com vinte e seis anos e duas filhas, não existindo então o direito ao divórcio, Túlia iniciou um pedido de separação judicial, devido a um caso de infidelidade do seu marido, que, perante o escândalo gerado na localidade, o obrigou a partir para Espanha e depois para Angola. Apenas em 1966, o tribunal concedeu-lhe a separação e total autonomia das suas posses e bens, assim como a tutela maternal.
Pela primeira vez livre e independente, Túlia Saldanha aprendeu a conduzir, estudou novas línguas e começou a planear uma nova vida em Coimbra, alugando um apartamento na cidade universitária em 1959. Poucos anos depois, juntamente com a sua filha Luísa, inscreveu-se na associação Círculo de Artes Plásticas de Coimbra (CAP ou posteriormente CAPC), pertencente à Associação Académica de Coimbra, começando somente aos trinta e sete anos de idade a explorar o meio artístico, sem qualquer formação prévia na área. Com a nova abordagem educativa adoptada pela instituição conimbricense na década de 60, Túlia começou a aprender várias técnicas conceptuais e experimentais, frequentando aulas teóricas e ateliers, influenciados por inúmeros movimentos de vanguarda ou de cunho libertário, como o Fluxus, Neorrealismo, Minimalismo ou a Pop Art.
Pouco depois, empenhada na colaboração artística que a associação cultural proporcionava com outros artistas, Túlia Saldanha integrou um grupo de artistas multidisciplinares com o qual, ao longo dos anos, trabalhou em várias acções, nomeadamente com os artistas portugueses Albuquerque Mendes e Ângelo de Sousa. Fiel à ideologia de que um artista não se deveria prender a um só estilo de arte, ou ainda que a arte era um modo de gerar experiência e incitar o diálogo, nos anos que se seguiram, a artista transmontana desenvolveu um vasto portfólio, variando de estilo e área artística, ora através de instalações, performances, criação de ambientes, esculturas, desenhos ou pinturas, ficando conhecida como uma pioneira na performance arte em Portugal.
Em 1971, expôs pela primeira vez, na Galeria Preta da associação, a instalação "Ontem hoje amanhã nunca? Uma hora vi quando tu eras pequenina muitas vezes à tarde natureza morta queimada", uma instalação composta por uma mesa e alguns instrumentos culinários, pontuados por vários alimentos e objectos carbonizados ou pintados de preto mate, representando a vida doméstica como espaço físico e simbólico, seguindo-se a partir desse momento várias participações em diversas exposições por Portugal e no estrangeiro, com algumas obras de estética similar, como "Do Nordeste a Coimbra" de 1978, que representava uma mala de viagem recheada de objectos, frutas, loiças e peças de roupa, tudo pintado a negro, representativas do período em que se mudou de Macedo de Cavaleiros para Coimbra, em busca de uma nova vida.
Três anos depois, em 1974, assumiu a direcção da CAPC como docente e gestora das actividades artísticas e, em 1977, participou na icónica exposição Alternativa Zero, organizada pelo artista multidisciplinar e crítico de arte Ernesto de Sousa. Durante a mesma época, conheceu ainda o pintor e escultor alemão Wolf Vostell, com quem colaborou por diversas ocasiões, expondo juntamente em exposições como a II Semana del Arte Contemporáneo de Malpartida em 1979.
Durante a década de 80, Túlia Saldanha realizou várias obras de estilo Fluxus, tais como a obra "240.10.180 dissimetria mater" (1980), uma das suas mais conhecidas instalações, fazendo-se representar dentro de uma caixa de madeira, com as medidas exactas do seu corpo, como um caixão fúnebre, ou ainda a obra "Homenagem a Maciunas" (1982), referindo-se ao fundador do Fluxus Internacional, o lituano George Maciunas, onde interligou num mapa pintado de branco, sobre uma tela negra, o seu percurso de vida e desenvolvimento artístico, dedicando a obra ao seu amigo Vostell, e ainda, através da pintura e do desenho, criou as iniciativas "100 horas a desenhar" (1981), realizada em Coimbra, e "33 horas a desenhar" (1983), no Campo dos Mártires da Pátria, em Lisboa, com o artista alemão, a residir no Porto, Robert Schad.
Marcada por uma obra profundamente autobiográfica e reflexiva, Túlia Saldanha faleceu a 30 de abril de 1988, com 57 anos de idade.

## Legado e Homenagens
As suas obras encontram-se em colecções privadas e museológicas, pertencendo a vários acervos de arte, nomeadamente no Centro de Arte Moderna (CAM), da Fundação Calouste Gulbenkian, em Lisboa, ou ainda no depósito na Fundação de Serralves, pertencente ao Museu de Arte Contemporânea de Serralves, no Porto.
Postumamente, o seu nome foi atribuído à toponímia do concelho de Macedo de Cavaleiros.
Em 2014, Rita Fabiana e Liliana Coutinho foram as curadoras de uma exposição de retrospectiva, que teve lugar no Centro de Arte Moderna (CAM) da Fundação Calouste Gulbenkian. Um ano depois, a exposição foi novamente realizada no Museu Vostell em Malpartida de Cáceres, em Espanha.
Em 2019, foram realizadas diversas exposições que homenagearam a obra de Túlia Saldanha. Em fevereiro, como forma de celebrar os 25 anos do Museu Vieira da Silva, foi realizada uma exposição que contou com obras de 60 artistas portuguesas, incluindo algumas da artista transmontana, e em maio, novamente, como forma de assinalar os quarenta anos de existência da Cooperativa Diferença, foram realizados diversos eventos artísticos, incluindo as exposições individuais de Ernesto de Sousa e Túlia Saldanha. 
Em 2020, foi realizada uma nova exposição retrospectiva com colóquios sobre as obras da artista transmontana no Centro de Arte Contemporânea Graça Morais, em Bragança. No mesmo ano, durante a feira de arte contemporânea ARCO, realizada por toda a cidade de Madrid, a Galeria José de la Mano apresentou uma exposição composta por diversas obras de artistas mulheres, incluindo obras de Irene Buarque, Ana Buenaventura, Vera Chaves Barcellos, Noemí Martínez e Túlia Saldanha, recebendo o nome "Mujeres silenciadas (1960-1980)".

## Exposições Colectivas e Individuais
1968
- Museu Machado de Castro (Coimbra)
- CAPC (Coimbra)
- Exposição Comemorativa do Centenário de Amadeu de Sousa Cardoso (Amarante)

1971
- Exposição A Floresta, CAPC (Coimbra)
- Exposição O Presente, Galeria Alvarez (Porto)
- Galeria Ogiva (Óbidos)
- Exposição Individual, CAPC (Coimbra)

1973
- Exposição Minha Coimbra Deles, CAPC (Coimbra)
- Exposição Aniversário da Arte, CAPC (Coimbra)

1974
- Exposição Projectos Ideais, Sociedade Nacional de Belas Artes (Lisboa)
- Exposição Individual, Galeria Dois (Porto)

1975
- Intervenção na Semana de Arte na Rua (Coimbra)

1976
- Encontros Internacionais de Arte (Póvoa de Varzim)
- Exposição Individual, CAPC (Coimbra)

1977
- Alternativa Zero (Lisboa)

- Exposição Mitologias Locais, Sociedade Nacional de Belas Artes (Lisboa)
- Cooperativa Árvore (Porto)
- Encontros Internacionais de Arte (Caldas da Rainha)
- Exposição Individual, Galeria Diferença (Lisboa)

1980
- SACOM 2, Museu Vostell (Malpartida de Cárceres, Espanha)
- Exposição Panorama das Galerias, Galeria de Arte Moderna (Lisboa)
- Exposição A Caixa, Galeria Diferença (Lisboa)

1981
- Exposição 25 Artistas de Hoje, Museu de Arte Moderna e Universidade de São Paulo (Brasil)
- Iniciativa 100 Horas a Desenhar, Galeria do Chiado (Coimbra)

1982
- Bienal Internacional de Vila Nova de Cerveira
- Exposição Individual, CAPC (Coimbra)

1983
- Iniciativa 30 Horas a Desenhar, Instituto Alemão (Lisboa)
- Exposição Nacional de Desenho, Cooperativa Árvore (Porto)
- Exposição O Papel como Suporte, Sociedade Nacional de Belas Artes (Lisboa)

1984
- Exposição Anti-Heróis, Malditos e Marginais (Lisboa)
- Exposição Pipxou, Inverno 84, Galeria Diferença (Lisboa)

1985
- Centro de Arte Moderna José de Azeredo Perdigão, Fundação Calouste Gulbenkian (Lisboa)
- Exposição Individual, Galeria Diferença (Lisboa)

1986
- II Bienal Nacional de Desenho/85, Cooperativa Árvore (Porto)
- Faculdade de Direito (Coimbra)
- Exposição Agitarte (Aveiro)
- Casa Museu Teixeira Lopes (Vila Nova de Gaia)
- Faculdade Psicologia da Universidade de Coimbra (Coimbra)
- Exposição Individual, Teatro Gil Vicente (Coimbra)
- Exposição Individual, Galeria QUADRUM (Lisboa)

1987
- Encontros Internacionais de Arte (Caldas da Rainha)
- Sociedade Nacional de Belas Artes (Lisboa)
- IADE (Lisboa)
- Café A Brasileira (Lisboa)
- Exposição Individual, Desenho e Pintura (Macedo de Cavaleiros)
- Exposição Individual, Galeria Almada Negreiros (Lisboa)
- Exposição Individual, Abertura do Museu de Arte Moderna, Casa de Serralves (Porto)